# كايلين شيريدان
كايلين ماري إياكوفوني شيريدان (من مواليد 16 يوليو 1995) هي لاعبة كرة قدم في مركز حارسة مرمى كندية محترفة في تلعب لصالح نادي سان دييغو ويف في الدوري الوطني لكرة القدم للسيدات والمنتخب الوطني الكندي. لعبت سابقًا لعدة فرق ولعبت كرة القدم الجامعية مع كليمسون تايغرز. تم اختيارها كأفضل حارسة مرمى في الدوري الوطني لكرة القدم للسيدات مع فريق ان دييغو ويف إف سي عام 2022. وأيضا دخلت في ترشيح لجائزة أفضل حارس مرمى في الدوري الوطني لكرة القدم للسيدات نهاية العام لرابطة لعام 2023 مع جين كامبل حارسة هيوستن داش و كاتي لوند حارسة نادي راسينغ لويزفيل لكرة القدم.